# Krzepice (województwo świętokrzyskie)
Krzepice – wieś sołecka w Polsce położona w województwie świętokrzyskim, w powiecie włoszczowskim, w gminie Secemin.
W latach 1975–1998 miejscowość administracyjnie należała do województwa częstochowskiego.

## Części wsi
| SIMC    | Nazwa       | Rodzaj     |
| ------- | ----------- | ---------- |
| 0145610 | Czarna Góra | przysiółek |

## Historia
Krzepice wieś w  powiecie włoszczowskim, gminie Secemin, parafii Dzierzgów. 
W 1827 r. 7 domów 55 mieszkańców. 

W XV  jak podaje Długosz były własnością Andrzeja Psarskiego herbu Jastrzębiec (Długosz L.B. t.I 20, t.II s.99).